# Terra e Paixão
 (срп. Земља и страст) бразилска је теленовела, продукцијске куће ТВ Глобо, снимана 2023.

## Улоге
| Глумац:          | Улога:                          |
| ---------------- | ------------------------------- |
| Кауа Реимонд     | Каио Меиреллес Ла Селва         |
| Барбара Реис     | Алине Барозо Мачадо             |
| Џони Масаро      | Данијел Ла Селва                |
| Пауло Леса       | Јонатас дос Сантос              |
| Дебора Фалабелла | Луцинда до Кармо Аморим         |
| Агатха Мореира   | Граца Боргхин Џункуеира         |
| Тони Рамос       | Антонио Ла Селва                |
| Глориа Пирес     | Ирене Пинхеиро Ла Селва         |
| Елиане Гиардини  | Агатха Сантини Ла Селва         |
| Тата Вернецк     | Анели до Цармо / Раинха Делициа |
| Раинер Цадете    | Луиги Сан Марцо                 |